# Bahnhof Angoulême

Der Bahnhof Angoulême ist Fernverkehrsbahnhof der Stadt Angoulême im Département Charente. Er befindet sich mit dem TGV 2 Stunden und 10 Minuten entfernt von Paris und 55 Minuten entfernt von Bordeaux, zugleich gibt es Verbindungen zu den Städten Royan, Limoges und Poitiers.

## Lage
Als Trennungsbahnhof befindet er sich am Streckenkilometer 449,384 der Bahnstrecke Paris–Bordeaux, am Kilometer 519,904 der Bahnstrecke Limoges–Angoulême und am Kilometer 67,462 der Bahnstrecke Beillant–Angoulême.
Seine Höhe über dem Meeresspiegel beträgt 46 Meter. Er befindet sich nördlich der Innenstadt und ist an das öffentliche Busnetz angeschlossen.

## Geschichte

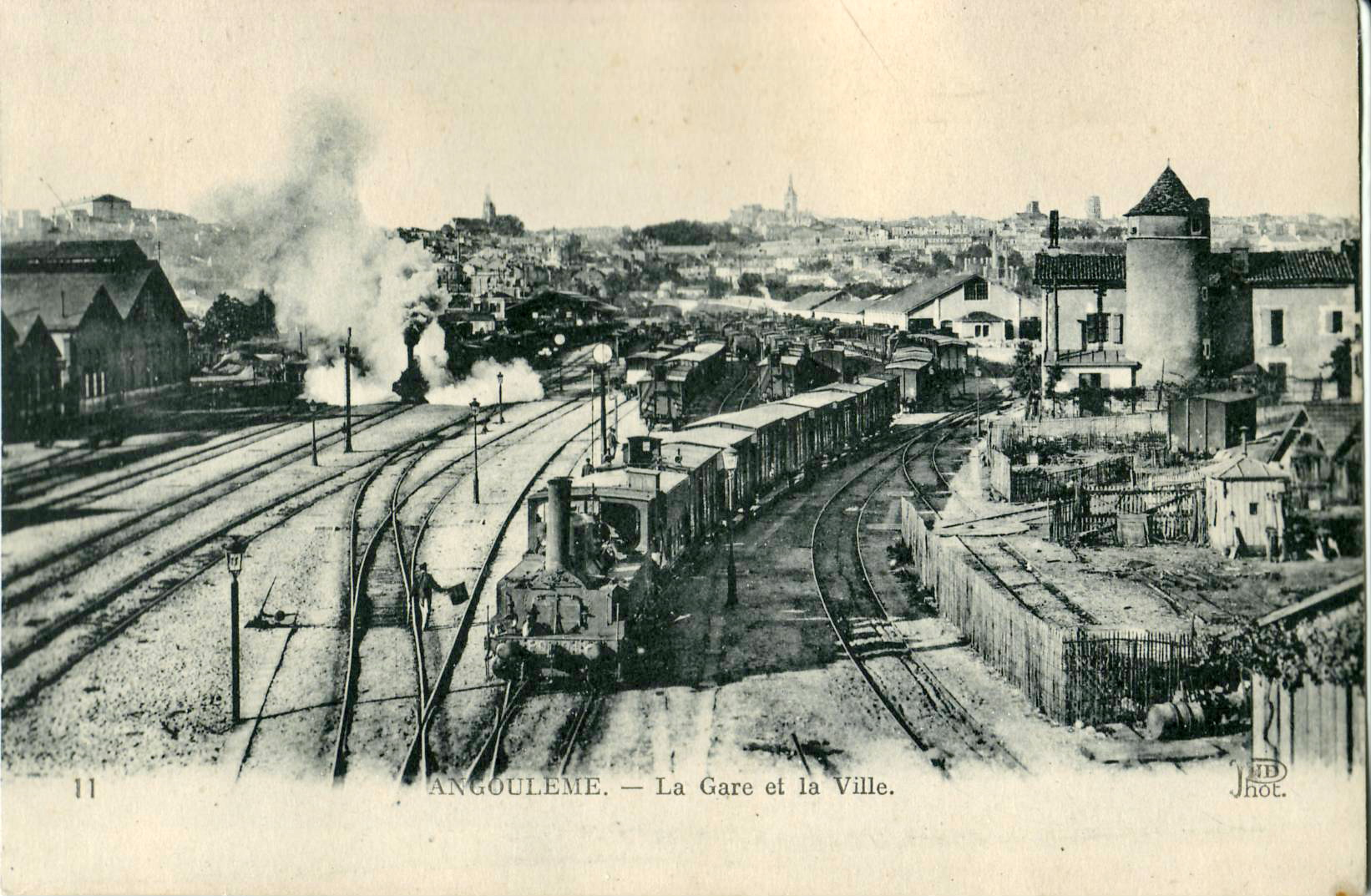
Stationsanlagen Anfang des 20. Jahrhunderts

Die Stadt Angoulême wird wegen ihrer Lage an der Strecke Paris–Bordeaux bereits seit 1852 von der Eisenbahn angefahren. Die Strecke wurde von zwei verschiedenen Unternehmen gebaut und in mehreren Etappen eröffnet. Während der Abschnitt Paris–Orléans auf die Compagnie du chemin de fer de Paris à Orléans zurückgeht, betrieb die Compagnie du chemin de fer d’Orléans à Bordeaux die Strecke Orléans–Bordeaux, an der seit 1852 auch Angoulême angebunden wurde. Am 12. Juli 1853 eröffnete der Abschnitt von Poitiers nach Angoulême, mit der die Stadt Anschluss an Paris erhielt. Für den Betrieb der Linie in Charente war insbesondere der Bau zweier Viadukte über die Flüsse Touvre (Eisenbahnviadukt Foulpougne) und Coutaubières sowie der Bau von drei Tunneln nötig. Die dafür erforderlichen Arbeiten standen unter der Leitung von Monsieur Rampnoux-Duvignaud, einem Brücken- und Straßenbauingenieur. Fünf Arbeiter starben beim Bau des Tunnels von Livernan, ein Arbeiter bei jenem von Angoulême. Die Elektrifizierung der Strecke wurde im Jahr 1938 vollzogen.

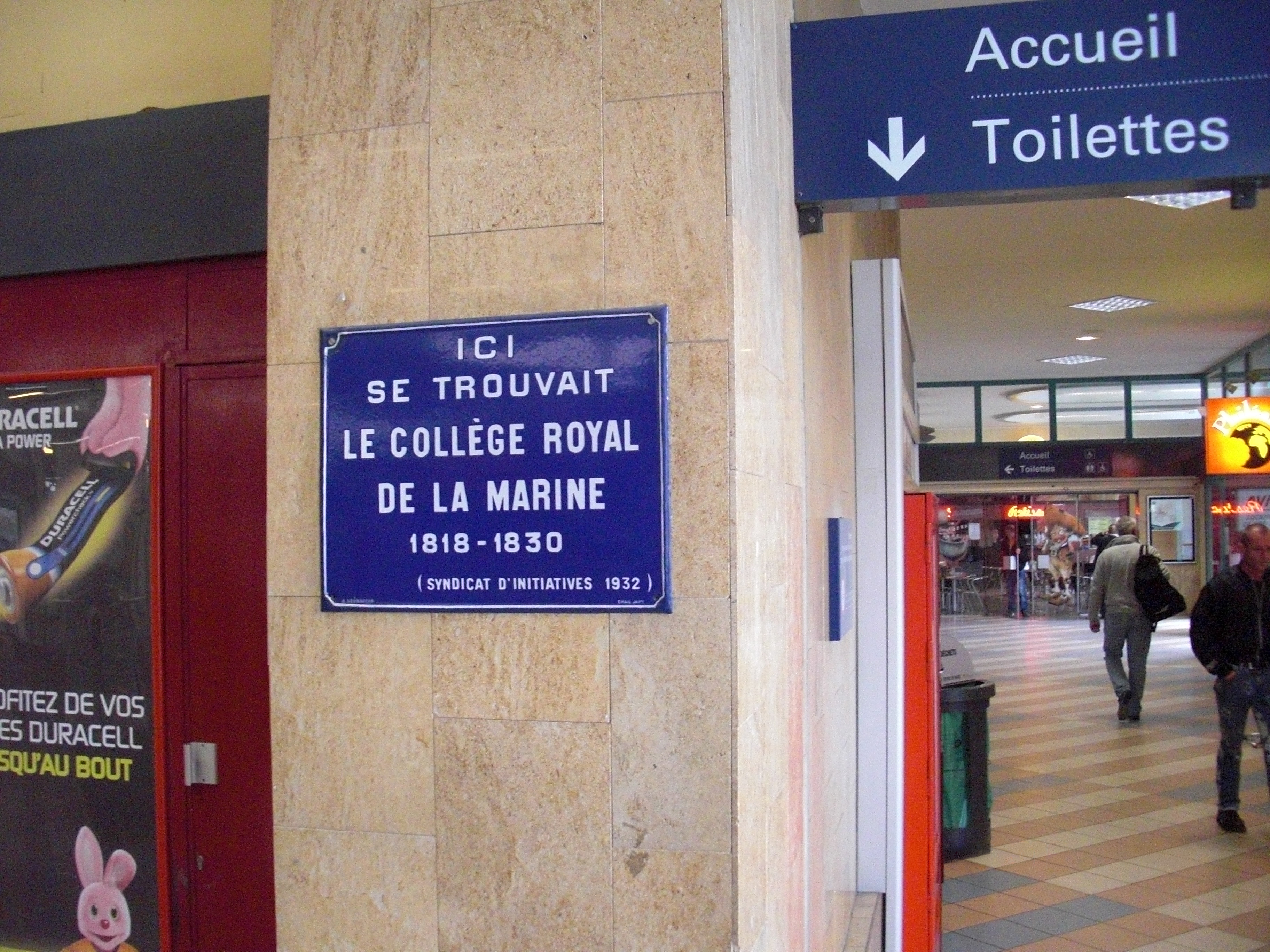
Nach diesem Schild in der Haupthalle zufolge war von 1818 bis 1830 in dem Bahnhofsgebäude eine königliche Marineschule untergebracht.

Anfangs existierten zwei Bahnhöfe: der Bahnhof Angoulême, der wegen seiner Lage an der Strecke Paris–Orléans auch gare d’Orléans hieß, war zum Teil im Gebäude der ehemaligen königlichen Marineschule integriert und wurde von Napoleon III. am 10. Oktober 1852 feierlich eingeweiht. Auf der gegenüberliegenden Seite der avenue Gambetta entstand der von der Compagnie des Charentes gebaute und später umbenannte gare de l’État. Für den von hier aus seit 1875 eingerichteten Zugverkehr nach Saintes und Limoges musste ein zweiter Tunnel unter der Stadt gegraben werden. Das eingeschossige, niemals richtig fertiggestellte Bahnhofsgebäude wurde während des Zweiten Weltkrieges bei einer Bombardierung zerstört.
Nördlich von diesem entstand 1896 ein Industriebahnhof und ein Regionalbahnhof der Compagnie de chemins de fer départementaux (Meterspurnetz, die Strecke wird in Charente Petit Rouillac genannt).
Im September 1939 erreichte der Bahnhof Angoulême seine bis dahin maximale Auslastung: täglich reisten bis zu 18000 Flüchtlinge aus dem Département Moselle an.
Im Oktober 1942 wurden vom Bahnhof in Viehwaggons Charenter Juden ins KZ Auschwitz-Birkenau deportiert.
Die Zerstörung des Bahnhofs begann 1943. Am 15. Juni 1944 wurde er von amerikanischen Flugzeugen bombardiert, dabei gab es 140 Tote.

## Anschlüsse
- TGV Atlantique
  - Verbindung Paris – Poitiers – Angoulême – Bordeaux – Toulouse/Hendaye/Tarbes
  - Verbindung Bordeaux – Lille
  - Verbindung Straßburg – Bordeaux

- TER Poitou-Charentes, Aquitaine, Limousin
  - Verbindung Angoulême – Bordeaux
  - Verbindung Angoulême – Poitiers
  - Verbindung Angoulême – Saintes, Angoulême – Saintes – Royan und Angoulême – Saintes – La Rochelle
  - Verbindung Angoulême – Limoges

### Intermodaler Verkehr
Vom Bahnhof Angoulême existiert eine vom TER betriebene Reisebuslinie über Jonzac nach Pons. Sie verbindet die Départements Charente und Charente-Maritime und fährt kleinere Städte wie etwa Barbezieux-Saint-Hilaire an. Endstation ist der Bahnhof Pons.

## Zukunftspläne
Als Ergebnis des Umweltgipfels von 2007 ist bis zum Jahr 2016 der Bau einer neuen Hochgeschwindigkeitsstrecke zwischen Tours und Bordeaux als Teil der LGV Sud Europe Atlantique geplant, an der auch der Bahnhof Angoulême Anschluss erhalten soll. Die Fahrtzeit zwischen Angoulême und Bordeaux soll sich auf weniger als 35 Minuten verkürzen.